# Holzwiese
Holzwiese ist eine Ortschaft in der Marktgemeinde Martinsberg im Bezirk Zwettl in Niederösterreich. Die Ortschaft hat 17 Einwohner (Stand 1. Jänner 2024).

## Geografie
Der Rotte liegt südöstlich von Martinsberg etwas oberhalb der Zwettler Straße. Am 1. April 2020 umfasste die Ortschaft 18 Adressen.

## Geschichte
Im Eintrag der Josephinischen Fassion aus Jahre 1786/87 gab es im heutigen Ort 2 Häuser.
Im Franziszeischen Kataster von 1823 ist der Ort als Einzellage verzeichnet. Nach dem Umbruch 1848 konstituierte sich Holzwiese mit anderen Orten zur Ortsgemeinde Martinsberg, die bis 1867 dem Amtsbezirk Ottenschlag und danach dem Bezirk Pöggstall zugeteilt war. Heute ist der Weiler ein Teil der Katastralgemeinde Martinsberg, dessen Ortschaft er anfangs zugeteilt war und der heute eine eigene Ortschaft bildet.
Nach der Entstehung der Ortsgemeinden 1849 wurde der Ort ein Teil der neugegründeten Ortsgemeinde Martinsberg.
Laut Adressbuch von Österreich waren im Jahr 1938 in der Einzellage eine Mühle sowie ein Landwirt mit Direktvertrieb ansässig.